# Sierra Nevada (vulkan i Chile)
Sierra Nevada är en vulkan i Chile. Den ligger i den södra delen av landet, 600 km söder om huvudstaden Santiago de Chile.
I omgivningarna runt Sierra Nevada växer i huvudsak blandskog. Runt Sierra Nevada är det glesbefolkat, med 10 invånare per kvadratkilometer.